# 一之江橋

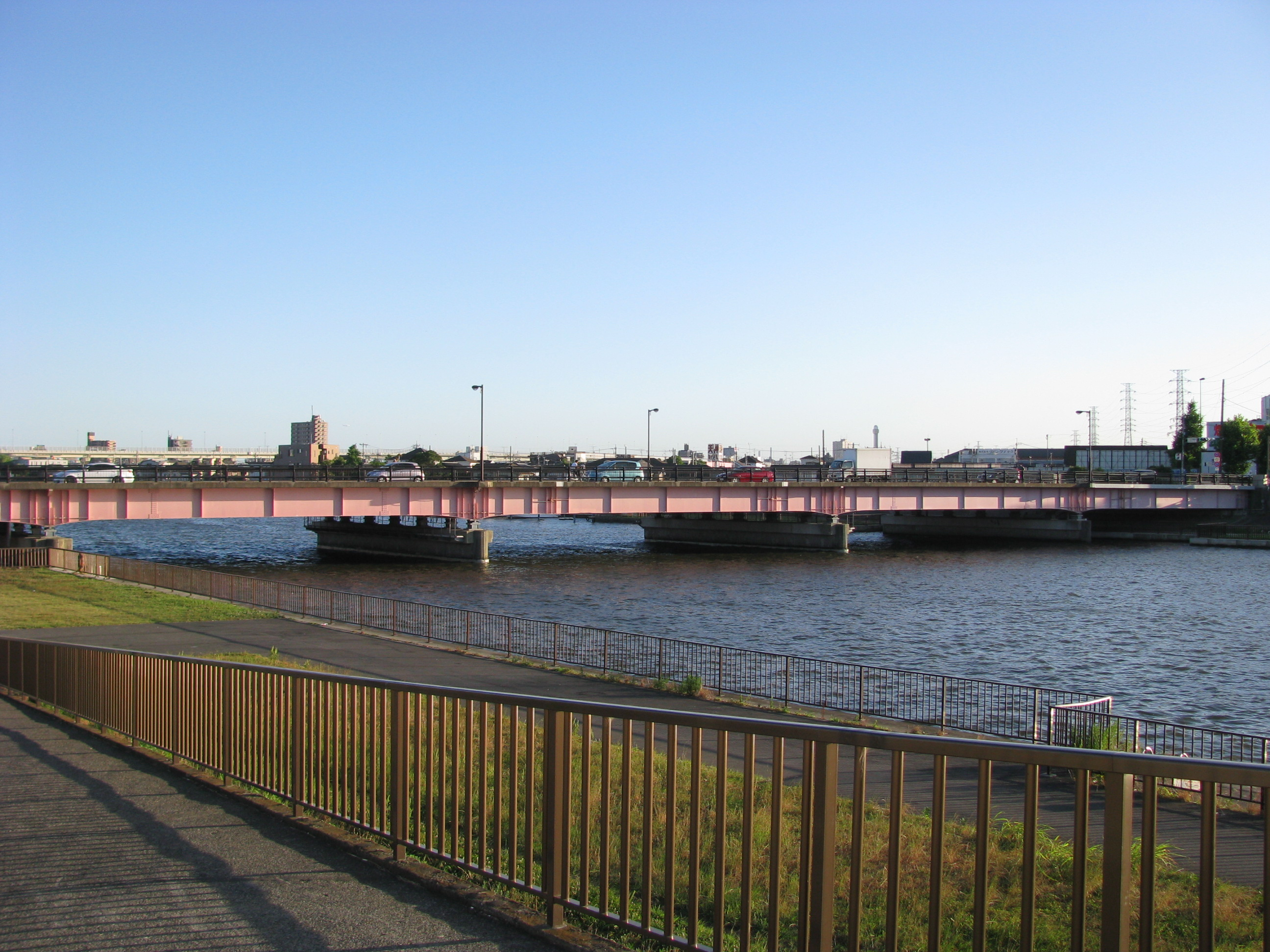
北東側から見た一之江橋

一之江橋（いちのえばし）は、新中川に架かる橋のひとつで、東岸の東京都江戸川区春江町二丁目と西岸の一之江一丁目を結び、国道14号（京葉道路）を通す。

## 概要
新中川に架かる橋の中で最も交通量が多い橋である。
一之江橋西詰（東京都江戸川区一之江一丁目）以東から京葉道路は有料道路区間となり、東日本高速道路が管理しているが、篠崎インターチェンジまでの区間内には歩道や交差点が設けられ、路線バスも運行されており、事実上一般道と同様である。
また、篠崎インターチェンジから自動車専用道路となるが、一之江橋の起点から千葉県市川市の京葉市川インターチェンジまで無料で通行できる。

## 歴史

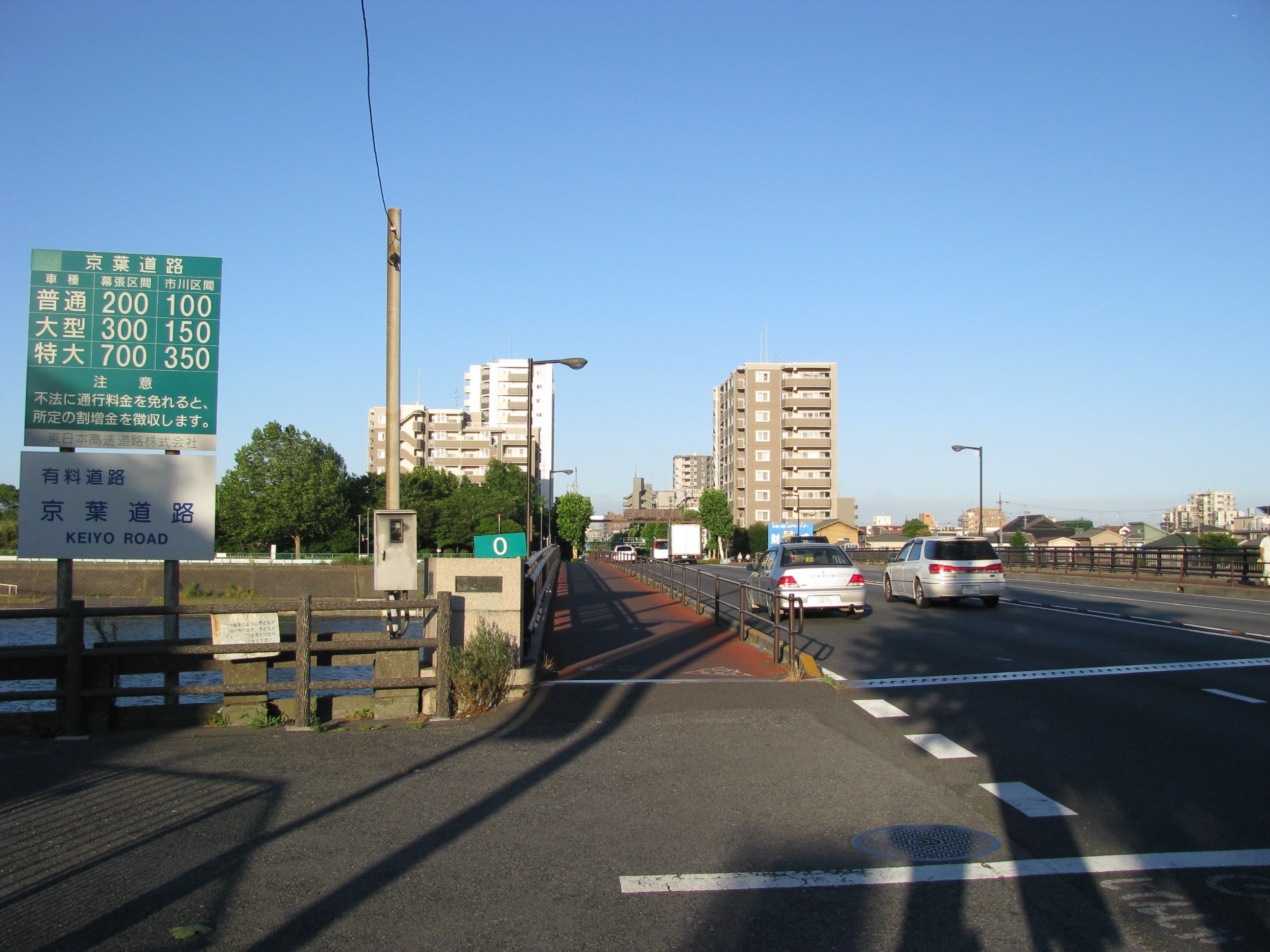
一之江橋西詰にある京葉道路の起点標と0キロポスト

- 1960年（昭和35年）5月1日[1]：新中川掘削工事とともに、京葉道路の開通と同時に完成した。

## 諸元
- 形式 – 5径間カンチレバープレートガーダー桁橋
- 橋長 – 125.0 m
- 支間 – 23.0 m + 26.0 m +28.0 m + 26.0 m + 23.0 m[1]
- 幅員 – 20.5 m （車道：14.5 m　歩道：3.0 m × 2）
- 管理 – 東日本高速道路株式会社

## 周辺
- 環七通り
- 穀倉公園
- 江戸川区立新堀小学校
- 東京都住宅供給公社春江椿住宅

## 隣の橋
- 新中川

（上流） - 鹿本橋 - 大杉橋 - 一之江橋 - 新椿橋 - 首都高速7号小松川線 - （下流）